# 周繼芳
周繼芳（1606年12月21日—？年），字鷺峯。山西太原府祁縣籍，浙江山陰人。明末清初政治人物。

## 生平
崇禎九年丙子科順天鄉試第三十九名舉人，崇禎十六年癸未科會試易二房，中式第324名，殿試三甲273名，工部觀政，曾短暫投靠南明魯王朝廷出任戶部郎中，後降清授直隸正定府晉州無極縣知縣，歷任戶部主事，順治三年丙戌科會試同考官、河南懷慶府知府。